# Edwin Eziyodawe
Edwin Eziyodawe, né le 9 mai 1988 à Benin City, est un footballeur nigérian, évoluant au poste d'attaquant pour Lillestrøm SK, un club norvégien de football basé à Lillestrøm.

## Palmarès
Vierge